# Elmer Gantry le charlatan
Pour plus de détails, voir Fiche technique et Distribution.
Elmer Gantry le charlatan (Elmer Gantry) est un film américain réalisé par Richard Brooks, sorti en 1960.

## Synopsis
Le film a pour toile de fond le mouvement revivaliste américain, très actif aux États-Unis dans l'entre-deux-guerres, dans un contexte de prohibition. 
Elmer Gantry est un représentant de commerce, bon vendeur mais dont les résultats sont très inégaux : on le voit tantôt avec une belle allure, tantôt dans un état proche du vagabondage. Il est également très religieux, connaît la Bible par cœur, chante les hymnes d'une belle voix… Dans une réunion évangélique, il est subjugué par celle qui se fait appeler sœur Sharon Falkoner. Il réussit à l'approcher et à en devenir l'associé. Mais au comble de sa popularité, alors qu'il s'est lancé dans une lutte contre les bars clandestins, la drogue et les maisons closes, une prostituée croise sa route…

## Fiche technique
- Titre : Elmer Gantry le charlatan
- Titre original : Elmer Gantry
- Réalisation : Richard Brooks
- Scénario : Richard Brooks d'après le roman de Sinclair Lewis
- Direction artistique : Ed Carrere
- Décors : Bill Calvert et Frank Tuttle
- Costumes : Dorothy Jeakins
- Photographie : John Alton
- Montage : Marjorie Fowler
- Musique : André Previn
- Production : Bernard Smith
- Société de production : Elmer Gantry Productions
- Société de distribution : United Artists
- Pays de production : États-Unis
- Genre : Drame
- Format : couleur (Eastmancolor) - 35 mm - image : 1,66:1 - son : Mono (Westrex Recording System)
- Durée : 146 min
- Dates de sortie :
  - États-Unis : 29 juin 1960 (première à Los Angeles)
  - France : 3 mai 1961
- Affiche : Boris Grinsson (France)

## Distribution
- Burt Lancaster (VF : Claude Bertrand) : Elmer Gantry
- Jean Simmons (VF : Nadine Alari) : sœur Sharon Falconer
- Arthur Kennedy (VF : Claude Péran) : Jim Lefferts
- Dean Jagger (VF : Jacques Berlioz) : William l. Morgan
- Shirley Jones : Lulu Bains
- Patti Page (VF : Thérèse Rigaut) : sœur Rachel
- Edward Andrews (VF : Jean-Henri Chambois) : George Babbitt
- John McIntire (VF : Abel Jacquin) : le révérend John Pengilly
- Hugh Marlowe (VF : Lucien Bryonne) : le révérend Philip Garrison
- Joe Maross (VF : Marc Cassot) : Pete
- Marjorie Stapp (VF : Michèle Bardollet) : la femme en rouge
- Dayton Lummis (VF : André Valmy) : Eddington
- Rex Ingram (VF : Pierre Morin) : Prêcheur noir
- John Qualen (VF : Jean Berton) : Sam Magasinier
- Larry J. Blake (VF : Jean Daurand) : Mac le barman
- Peter Brocco (VF : Fred Pasquali) : Benny, le photographe
- Dale van Sickel (VF : Jean Clarieux) : le lanceur d’œufs
- Robert P. Lieb (VF : Jean Violette) : le capitaine de police
- Guy Wilkerson (VF : Jean Daurand) : le balayeur
- Barry Kelley (VF : Serge Nadaud) : le capitaine Holt
- Harry Antrim (VF : Henry Djanik) : l'homme au saloon
- Sally Fraser (VF : Paule Emanuele) : une prostituée

Acteurs non crédités
- Claudia Bryar : une religieuse collectant de l'argent
- Max Showalter : l'homme sourd
- BarBara Luna, Jean Willes : autres prostituées
- Michael Whalen : le révérend Phillips

## Récompenses et distinctions
- Oscars 1961 : 
  - Oscar du meilleur scénario adapté pour Richard Brooks
  - Oscar du meilleur acteur pour Burt Lancaster
  - Oscar de la meilleure actrice dans un second rôle pour Shirley Jones
- 1961 : Golden Globe du meilleur acteur dans un film dramatique pour Burt Lancaster

## Édition vidéo
Le film sort en France en édition collector le 15 novembre 2019, édité par Wild Side. Le coffret comprend un DVD, un Blu-ray et un livre de Philippe Garnier, ainsi que de nombreux bonus.